# Neurogénesis adulta

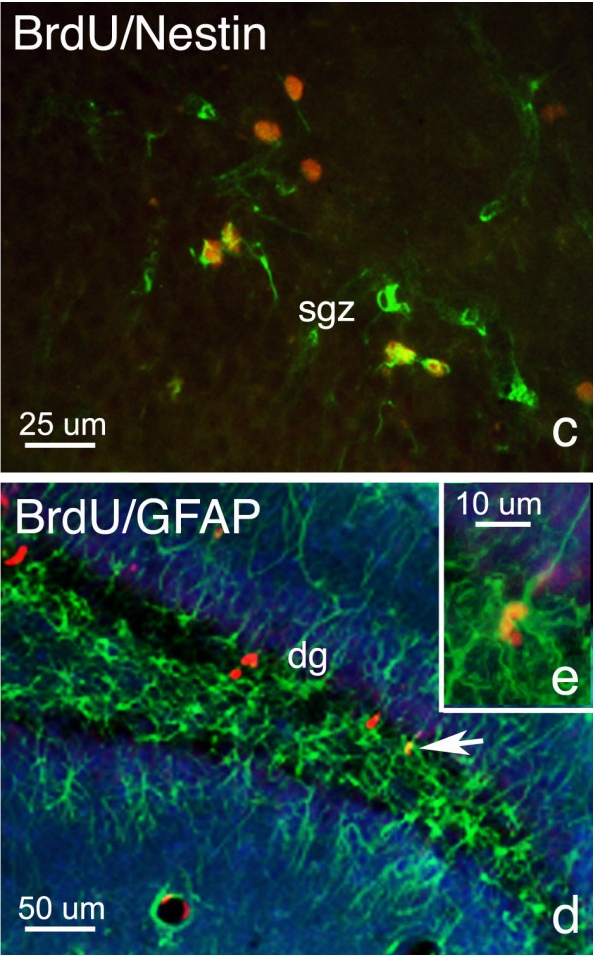
BrdU (rojo), un marcador de replicación de ADN, resalta la neurogenesis en la zona subgranular del giro dentado del hipocampo. Fragmento de una ilustración de Faiz et al., 2005.

La neurogénesis adulta  es el proceso mediante el cual se generan nuevas neuronas a partir de células madre neurales y células progenitoras en la edad adulta. La existencia de neurogénesis posnatal, es decir, neurogénesis adulta se ha demostrado recientemente. Este proceso no ocurre en todo el encéfalo sino que solo continúan generándose neuronas en dos partes del cerebro adulto de mamíferos: la zona subgranular (ZSG) del giro dentado del hipocampo y la zona subventricular (ZSV) de los ventrículos laterales. Las neuronas que se producen en la ZSG se integran en el giro dentado, sin embargo las neuronas generadas en la ZSV migran hasta integrarse en el bulbo olfatorio.

## Presencia en adultos

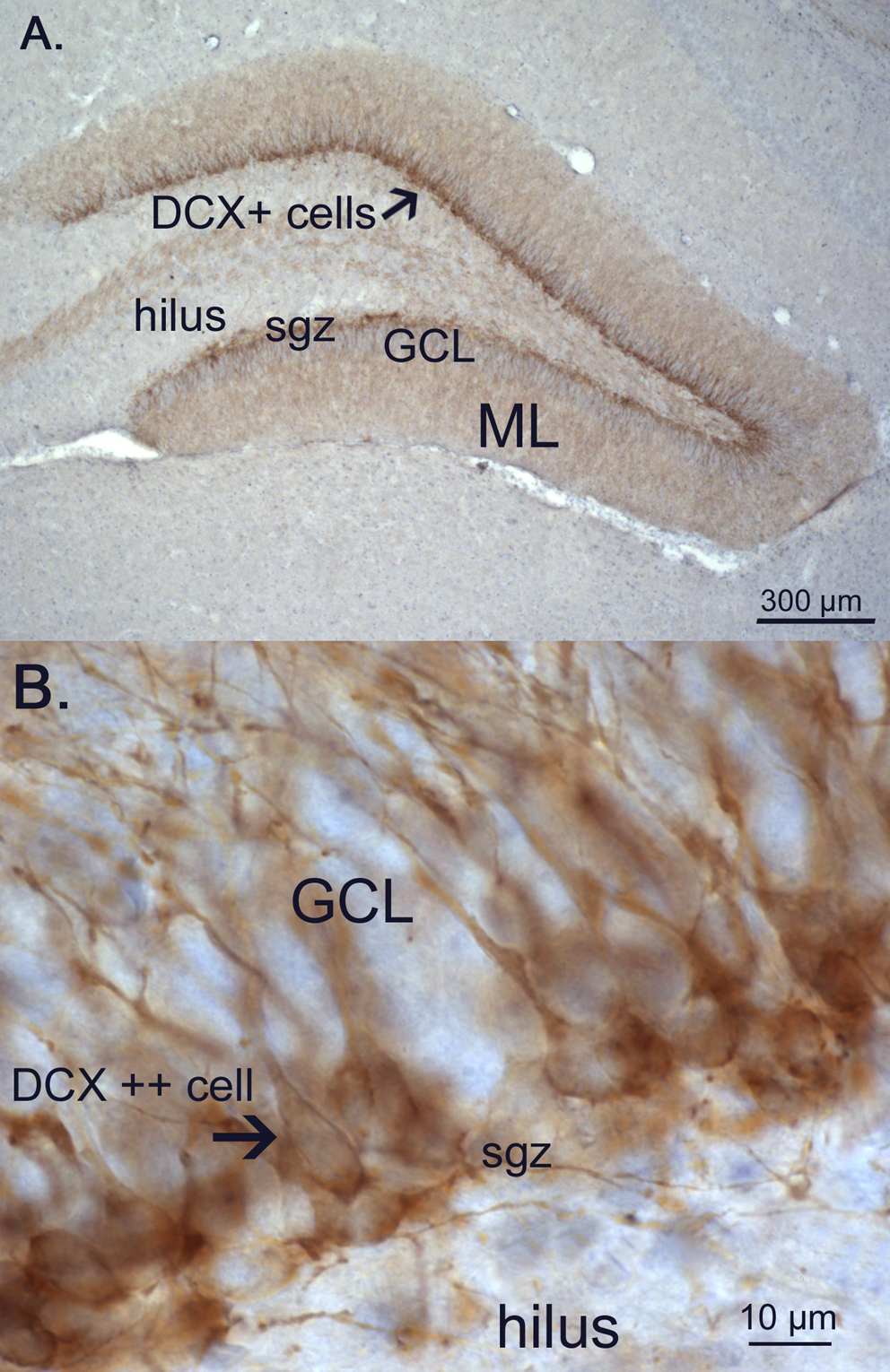
Expresión de la proteína doblecortina en el giro dentado del cerebro de la rata, día 21 postnatal. Oomen et al., 2009.

Durante la madurez hay una constante neurodegeneración pero a la vez un constante nacimiento de nuevas neuronas mayormente en dos regiones del cerebro:
- La zona subventricular (ZSV), recubriendo los ventrículos laterales, donde las células madre y las células progenitoras generan nuevas neuronas (neuroblasto) que migran al bulbo olfatorio por medio de la vía rostral migratoria. No obstante, estudios recientes han demostrado que estas células migran al cuerpo estriado en humanos[4] y no al bulbo olfatorio.[5]

- La zona subgranular (ZSG), la cual es parte del giro dentado del hipocampo.

Muchas de las células recién nacidas mueren poco después de haber nacido, aunque una cierta cantidad de ellas se vuelve funcional dentro del tejido cerebral circundante.
La neurogénesis en adultos es un ejemplo de una teoría científica ampliamente aceptada; actualmente, está siendo estudiada a mayor detalle. Los primeros neuroanatomistas, incluyendo a Santiago Ramón y Cajal, consideraban que el sistema nervioso no sufría cambios y era incapaz de regenerarse. La primera evidencia de neurogénesis en mamíferos adultos en la corteza cerebral fue presentada por Joseph Altman en 1962, seguido por el descubrimiento de esta en adultos en el giro dentado del hipocampo en 1963. En 1969, Joseph Altman descubrió e identificó al sistema migratorio rostral como la fuente de las células granulosas generadas en adultos en el bulbo olfatorio. Hasta la década de 1980, la comunidad científica ignoró estos descubrimientos a pesar de haberse demostrado de manera directa en estudios previos por medio de la técnica autorradiografía con timidina tritiada. Para entonces, Shirley Bayer y Michael Kaplan demostraron nuevamente que existe neurogénesis en mamíferos adultos (ratas), y por otro lado, Nottebohm demostró este fenómeno en aves, lo cual contribuyó a generar mayor interés en el tema. Otros estudios en la década de 1990 finalmente pusieron la investigación de la neurogénesis en adultos en la mira de la comunidad científica. A principios de la misma década se demostró la neurogénesis en el hipocampo de primates no humanos, así como en humanos. Recientemente ha sido caracterizada la neurogénesis en el cerebelo de conejos adultos. Más adelante, algunos autores (particularme Elizabeth Gould) sugirieron que la neurogénesis en adultos podría también tener lugar en regiones del cerebro que generalmente no se asociaban con ella, incluyendo el neocórtex. Sin embargo, otros han cuestionado la evidencia científica y los métodos de estos descubrimientos, argumentando que las células nuevas podrían ser de origen glial. Investigaciones recientes han dilucidado el efecto regulador de GABA en las células madre neurales. Los efectos inhibidores de GABA en el cerebro también afectan a las vías de señalización de las células madre para que estas entren en estado quiescente. Se ha encontrado que el Diazepam o Valium tiene efectos similares.

### Su papel en el aprendizaje
La relevancia funcional de la neurogénesis en adultos es incierta, aunque existe evidencia de que la neurogénesis en mamíferos adultos es importante para el proceso de aprendizaje y la formación de memoria. Múltiples mecanismos que relacionan un incremento en la neurogénesis con una mejora en los procesos cognitivos han sido propuestos, incluyendo modelos computacionales que demuestran que un incremento en el número de neuronas aumenta la capacidad de memoria, disminuye la interferencia entre memorias, o agrega información temporal a estas. Los experimentos diseñados para probar que no existe neurogénesis en adultos ha sido inconclusos, pero algunos estudios han propuesto algunos tipos de aprendizaje dependientes de la neurogénesis, y otros en los que no se observa ninguna relación. Ciertos estudios han mostrado que el acto de aprender por sí mismo está asociado a un aumento en la supervivencia de las neuronas. Sin embargo, los descubrimientos que apuntan a que la neurogénesis es importante para cualquier tipo de aprendizaje son ambiguos.

### Enfermedad de Alzheimer
Algunos estudios han sugerido que la disminución de neurogénesis en el hipocampo puede llevar al desarrollo de la enfermedad de Alzheimer. A pesar de esto, otros han formulado hipótesis de que los pacientes de la enfermedad de Alzheimer presentan un aumento en la neurogénesis en la región CA1 (cornus ammonis o cuerno de Ammon) del hipocampo, la cual es la región del hipocampo más afectada en la enfermedad de alzheimer, para compensar la pérdida de neuronas. Pese a que la verdadera naturaleza de la relación entre la neurogénesis y la enfermedad de Alzheimer es desconocida, la neurogénesis estimulada por el factor de crecimiento insulínico tipo 1 produce grandes cambios en la plasticidad hipocampal y parece estar involucrada en la patología del Alzheimer. La alopregnanolona, un neuroesteroide o esteroide neuroactivo, ayuda a la neurogénesis en el cerebro. Los niveles de alopregnanolona en el cerebro disminuyen durante la vejez y en la enfermedad de Alzheimer. Se ha demostrado que el aumento de alopregnanolona revierte la disminución de neurogénesis para prevenir el deterioro cognitivo en los modelos de Alzheimer en ratón. Se ha demostrado que los receptores Eph (receptores de efrina) y la señalización de efrinas regulan la neurogénesis en el hipocampo de adultos; se están estudiando como posibles blancos para tratar algunos síntomas de la enfermedad de alzheimer. Se ha visto que las moléculas asociadas con el Alzheimer, incluyendo a la APOE, PS-1 y APP, también tienen impacto en la neurogénesis en el hipocampo de adultos.

### Su papel en la esquizofrenia
Los estudios sugieren que las personas con esquizofrenia tienen un volumen hipocampal reducido, lo cual se cree que es causado por la reducción de neurogénesis adulta. De igual manera, este fenómeno podría ser la causa subyacente de muchos de los síntomas de la enfermedad. Además, varios artículos sobre la deficiencia en la regeneración de neuronas se la atribuyen a cuatro genes, DTNBP1, NRG1, DISC1 y ERB4. Es importante mencionar que, a diferencia de la enfermedad de Alzheimer, la esquizofrenia no se caracteriza por el detrimento de funciones neurales, sino por una tasa de neurogénesis y neuroplasticidad anormales. Por otra parte, los antipsicóticos han mostrado ser una forma prometedora para aumentar la tasa de neurogénesis. Estos hallazgos le dan sentido a las similitudes que existen entre la depresión y la esquizofrenia, puesto que estas dos enfermedades podrían estar biológicamente relacionadas. No obstante, se requiere que se lleven a cabo más investigaciones para dilucidar esta relación.

### Implicaciones para la depresión
Se cree que el estrés es el factor más significativo en el inicio de la depresión, además de la genética. Las células del hipocampo son sensibles al estrés, el cual puede desencadenar la disminución de neurogénesis. Esto se considera frecuentemente al analizar las causas y tratamientos para la depresión. Un estudio ha demostrado que la extirpación de la glándula suprarrenal en ratas provoca un aumento en la neurogénesis en el giro dentado del hipocampo. La glándula suprarrenal es responsable de producir cortisol, una sustancia que cuando es producida en cantidades crónicas provoca la disminución de receptores de serotonina y reprime el nacimiento de nuevas neuronas. Se demostró en el mismo estudio que la administración de corticosterona a animales normales reprimió la neurogénesis, lo cual es un efecto opuesto. La clase más común de antidepresivos que se administran por esta enfermedad son los Inhibidores selectivos de la recaptación de serotonina (SSRI) y su eficacia puede explicarse mediante la neurogénesis. En un cerebro normal, un aumento de serotonina inhibe la hormona liberadora de hormona adrenocorticotropa (CRH) mediante de la conexión con el hipocampo. Actúa directamente en el núcleo paraventricular del hipotálamo para disminuir la liberación de la hormona liberadora de hormona adrenocorticotropa y el funcionamiento de la norepinefrina en el locus cerúleo. Debido a que la hormona liberadora de hormona adrenocorticotropa es inhibida, la disminución de neurogénesis que está asociada a sus altos niveles, también es revertida. Esto permite la producción de un mayor número de neuronas, particularmente del receptor 5-HT1A en el giro dentado del hipocampo, lo que se ha visto que alivia los síntomas de la depresión. Normalmente les toma entre 3 y 6 meses a las neuronas para madurar, lo cual es aproximadamente el mismo tiempo que le toma a los SSRIs en hacer efecto. Esta correlación refuerza la hipótesis de que los SSRIs actúan mediante la neurogénesis para aliviar los síntomas de la depresión.

### Efectos del estrés
Las neuronas nacidas en adultos parecen tener un papel en la regulación del estrés. Algunos estudios han relacionado la neurogénesis con los beneficios producidos por los antidepresivos, lo que sugiere que existe una conexión entre la disminución de neurogénesis hipocampal y la depresión. En un estudio pionero, científicos demostraron que los beneficios en el comportamiento en ratas por medio de la administración de antidepresivos, se revierte cuando la neurogénesis es impedida por radiación con rayos x. De hecho, las neuronas recién nacidas son más excitables que las neuronas viejas debido a la expresión diferencial de los receptores GABA. Un modelo plausible, por lo tanto, es que estas neuronas le confieren un papel más importante al hipocampo en la realimentación negativa del mecanismo del Eje hipotalámico-hipofisario-adrenal (estrés psicológico) y posiblemente en la inhibición de la amígdala (la región del cerebro responsable por las respuestas de temor a un estímulo). En efecto, la inhibición de la neurogénesis en adultos puede llevar a un aumento en la respuesta al estrés del Eje hipotalámico-hipofisario-adrenal en situaciones ligeramente estresantes. Esto es consistente con los múltiples descubrimientos que relacionan actividades que alivian el estrés, como el aprendizaje, la exposición a un entorno nuevo y benígno y el ejercicio físico, con un aumento en los niveles de neurogénesis. Además se ha observado que en estas circunstancias los animales expuestos a estrés fisiológico o estrés psicológico (por ejemplo, aislamiento) muestran una marcada disminución de neuronas recién formadas. Curiosamente, bajo condiciones de estrés crónico, el aumento de neuronas recién formadas por antidepresivos mejora el control dependiente del hipocampo sobre la respuesta al estrés; sin neuronas recién formadas, los antidepresivos no logran restaurar la regulación de la respuesta a estrés y la recuperación se vuelve imposible.
En algunos estudios, se ha propuesto la hipótesis de que el aprendizaje y la memoria están ligados a la depresión y que la neurogénesis puede estimular la neuroplasticidad. En un estudio se propuso que el humor podría estar regulado, a un nivel basal, por la plasticidad. En consecuencia, los efectos del tratamiento con antidepresivos serían secundarios a los cambios en plasticidad. Sin embargo, otro estudio demostró que existe una interacción entre los antidepresivos y la plasticidad: el uso del antidepresivo Fluoxetina ha logrado restaurar la plasticidad en el cerebro de la rata adulta. Los resultados de este estudio implican que en vez de generar cambios secundarios a la plasticidad, la terapia con antidepresivos puede estimularla.

### El efecto de la disminución del sueño
En un determinado estudio se asoció la falta de sueño con la reducción en la neurogénesis del hipocampo. La explicación propuesta para la disminución observada de la neurogénesis es el aumento en los niveles de glucocorticoides. Se ha demostrado que un periodo de dos semanas de privación de sueño funge como inhibidor de la neurogénesis, los cual se revierte una vez que se regresa al ciclo normal de sueño, e incluso hay un aumento temporal de la proliferación celular. Concretamente, cuando los niveles de corticosterona se elevan, la privación de sueño inhibe este proceso. No obstante, después de 2 semanas de la privación de sueño se regresa a los niveles normales de neurogénesis, con un aumento temporal de neurogénesis. Mientras este fenómeno ya ha sido estudiado, se ha pasado por alto la gran demanda de glucosa en sangre que se presenta durante los estados temporales de hipoglucemia en diabetes. La Asociación Americana de la Diabetes, junto con muchos otros, han documentado la pseudosenilia y agitación que se presenta durante los estados temporales de hipoglucemia en diabetes. Se necesita de más estudios clínicos para poder llegar a una conclusión acerca de la relación entre la glucosa en sangre, la actividad neuronal y el humor.

### Enfermedad de Parkinson
La enfermedad de Parkinson es un desorden neurodegenerativo caracterizado por la pérdida progresiva de neuronas dopaminérgicas (neuronas cuyo neurotransmisor principal es la dopamina) en la sustancia negra. El trasplante de células precursoras dopaminérgicas fetales le ha abierto las puertas a la terapia de reposición celular con el fin de aliviar los síntomas de los pacientes afectados. Recientemente, los científicos han encontrado evidencia de la existencia de células madre con el potencial de generar nuevas neuronas, particularmente neuronas dopaminérgicas, en el cerebro de mamíferos adultos. La reducción de la dopamina en roedores disminuye la proliferación de células precursoras tanto en la zona subependimaria como en la zona subgranular. La proliferación regresa completamente a su estado original mediante un agonista selectivo de los receptores tipo D2 (dopamina). Las células madre neuronales han sido identificadas en regiones neurogénicas del cerebro, donde la neurogénesis es un proceso constitutivo, pero también en zonas no neurogénicas, tales como el mesencéfalo y el cuerpo estriado, donde se cree que la neurogénesis no se realiza en condiciones fisiológicas normales. Una investigación más reciente ha demostrado que existe neurogénesis en el cuerpo estriado. Una comprensión detallada de los factores que rigen a las células madre neurales in vivo podría, al final, llevar al desarrollo de elegantes terapias celulares para desórdenes neurodegenerativos como la enfermedad de Parkinson al reemplazar las neuronas dañadas con células madre neurales, que permiten que las nuevas neuronas sean obtenidas del mismo individuo.

### Cambios en la edad adulta
La neurogénesis se reduce sustancialmente en el hipocampo de los animales viejos, planteando la posibilidad de que podría estar asociada al deterioro del hipocampo relacionado con la edad. Por ejemplo, la tasa de neurogénesis en animales viejos puede indicar el estado de la memoria. Sin embargo, las células recién nacidas en animales viejos se incorporan de manera normal. Dado que la neurogénesis ocurre a lo largo de la vida, se podría esperar que el hipocampo aumentara en tamaño ininterrumpidamente en la adultez, y que por lo tanto el número de células granulosa se incrementara en animales viejos. No obstante, este no es el caso, puesto que la proliferación está balanceada con la muerte celular. Por tanto, no es la adición de nuevas neuronas al hipocampo lo que parece estar asociado a las funciones del mismo, sino la sustitución de células granulosas.

### Efectos del ejercicio
Los científicos han demostrado que la actividad física como ejercicio voluntario da como resultado un aumento en el número de neuronas recién nacidas en el hipocampo de ratones viejos. Se demostró en el mismo estudio una mejoría en el aprendizaje del ratón "corredor" (el que era físicamente activo). Investigaciones recientes han mostrado que el factor neurotrófico derivado del cerebro (BDNF por sus siglas en inglés) y el factor de crecimiento insulínico tipo 1 (IGF-1 por sus siglas en inglés) podrían estar involucrados en la neurogénesis inducida por ejercicio. El ejercicio incrementa la captación de IGF-1 del torrente sanguíneo en distintas regiones del cerebro, incluyendo el hipocampo. Además, IGF-1 altera la expresión de la c-fos en el hipocampo. Cuando se bloquea a IGF-1, el ejercicio deja de inducir la neurogénesis. Otra investigación demostró que los ratones que se ejercitaban pero no producían betaendorfina, una hormona que mejora el ánimo, no presentaban cambios en la neurogénesis. A pesar de esto, los ratones que no producían esta hormona, pero que se ejercitaban, mostraban un aumento de células nuevas y en el tiempo de vida de estas. Mientras que la relación entre la neurogénesis inducida por ejercicio y la mejora del aprendizaje sigue sin ser clara, este estudio podría tener fuertes implicaciones en los campos de estudio del envejecimiento y la enfermedad de Alzheimer.

## Regulación

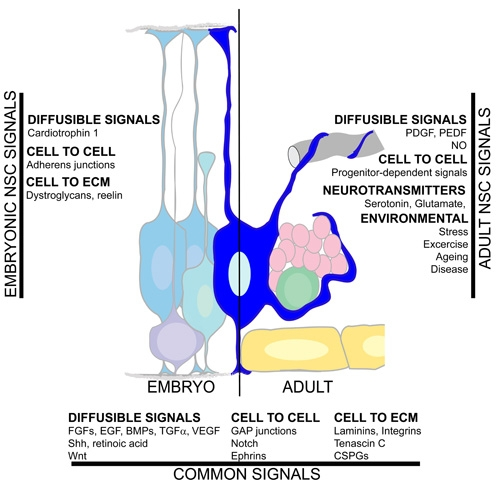
Resumen de las vías de señalización en el microentorno de las células madre neurales.

Muchos factores podrían afectar la tasa de neurogénesis hipocampal. El ejercicio físico y un ambiente enriquecido han demostrado estimular la supervivencia de neuronas y la integración exitosa de las células recientemente generadas al hipocampo. Otro factor involucrado son las lesiones del sistema nervioso central ya que se ha observado que la neurogénesis ocurre después de un ataque epiléptico, isquemia cerebral, y meningitis bacteriana. Por otra parte, la senescencia y padecimientos como el estrés crónico pueden resultar en una disminución de la proliferación neuronal. Algunos compuestos que circulan por la sangre podrían reducir la neurogénesis. En adultos de la tercera edad, los niveles de ciertas quimiocinas en plasma y líquido cefalorraquídeo se elevan. En el modelo de ratón, los niveles de estas quimiocinas en plasma se relacionan con la reducción de neurogénesis, lo que indica que la neurogénesis podría estar regulada por ciertos cambios del sistema nervioso relacionados con la edad. Estas quimiocinas incluyen a la CCL11, CCL2 y la CCL12, las cuales se localizan en lugares muy específicos de ratones y humanos. Esto sugiere que existe un locus genético del envejecimiento.
La regulación epigenética también desempeña un papel importante en la neurogénesis. La Metilación del ADN es crítica en la determinación del destino de las células madre neurales en la zona subventricular para la neurogénesis posnatal a través de la regulación de genes como D1x2, Neurog2 y Sp8. Se ha probado que algunos micro ARN, tales como miR-124 y miR-9, influyen en la determinación del tamaño de la corteza cerebral y su estratificación durante el desarrollo.

## Células madre neurales adultas
Las células madre neurales son las células multipotentes con capacidad de autorrenovarse, las cuales generan los fenotipos principales del sistema nervioso.

## Efectos de los cannabinoides
Algunos estudios han demostrado que el uso de cannabinoides resulta en el crecimiento de nuevas células nerviosas en el hipocampo a partir de células madre embrionarias o adultas. En 2005, un estudio clínico en ratas en la Universidad de Saskatchewan encontró evidencia de regeneración de células nerviosas en el hipocampo. Estudios han demostrado que un compuesto sintético parecido al THC, el compuesto psicoactivo principal de la marihuana, proporciona cierta protección contra la inflamación del cerebro, lo cual podría resultar en una mejor memoria en la vejez. Esto se da gracias a la estimulación de los receptores que influyen en la producción de nuevas neuronas. No obstante, un estudio realizado en la Universidad de Rutgers demostró que la administración de THC altera la sincronización de los potenciales de acción de las neuronas hipocampales de las ratas. La falta de esta sincronización corresponde al desempeño ineficiente en una prueba de memoria. Estudios recientes indican que un cannabinoide que se encuentra en la marihuana, cannabidiol (CBD), incrementa la neurogénesis en adultos sin tener efecto negativo alguno en el apendizaje. Sin embargo, en este estudio el THC mermó el aprendizaje y no tuvo efecto alguno en la neurogénesis. Una mayor proporción de CBD a THC en usuarios de cannabis está relacionado con protección contra la reducción de la materia gris del cerebro en la región derecha del hipocampo. También se ha observado que el CBD atenúa la pérdida de memoria verbal y de memoria asociativa visoespacial de aquellos bajo la influencia del cannabis, lo que implica que tiene efectos neuroprotectivos contra la alta exposición a THC. La neurogénesis podría tener un papel en estos efectos neuroprotectivos, sin embargo, se necesita de mayor investigación.